# Павилоста
Па́вилоста (латыш. Pāvilostaо файле) — город на западе Латвии, в Южно-Курземском крае, бывший административный центр упразднённого Павилостского края. Расположен в историческом регионе Курземе, на берегу Балтийского моря (в устье реки Сака), в 180 км к западу от Риги и в 40 км к северу от Лиепаи.

## История
Устье реки Сака упоминается в различных документах с 1253 года, им владели курляндские епископы. В 1795 году, после раздела Речи Посполитой и присоединения Курляндии к Российской империи, это место под названием Сакенгаузен (нем. Sackenhausen) входит в состав Газенпотского уезда Курляндской губернии.
В 1879 году было решено построить порт в устье реки, и 16 мая барон Отто Фридрих фон Лилиенфельд, брат курляндского губернатора Павла Фёдоровича Лилиенфельда, торжественно заложил первый камень для строительства Паульсгафена (ныне Павилосты). Строительство шло очень медленно, и порт фактически использовался только для доставки сельскохозяйственной продукции в Либаву. Существенные изменения произошли с началом строительства военно-морской базы в Либаве в 1893 году. Материалы для строительства перевозили из Паульсгафена в Либаву морем. После окончания строительства в Паульсгафене были достаточно развиты рыболовство, кораблестроение и торговля.
В 1897 году из 658 жителей посёлка 584 человека являлись православными.
До Первой мировой войны в Паульсгафене находились три судоверфи, способные строить небольшие суда. После войны основой экономики посёлка стало рыболовство.
В 1961 году Павилоста получила статус посёлка городского типа, в 1991 году — статус города.

## Транспорт

### Автодороги
Вдоль восточной границы города проходит региональная автодорога P111 Вентспилс (Лечи) — Гробиня.

### Междугородное автобусное сообщение
Основные маршруты: Павилоста — Кулдига — Кандава — Тукумс — Рига; Павилоста — Лиепая; Павилоста — Вентспилс.

## Известные уроженцы
- Бизаускас, Казис (1893—1941) — литовский политик, государственный деятель и дипломат.